# 바바빌리지
《바바 프렌즈》는 대한민국의 쓰리프레임 제작한 애니메이션으로 2024년 11월 5일부터 2025년 2월 4일까지 KBS 2TV에서 종료이다.

## 방영 일시
| 방송 채널 | 방송일                          | 방송 시간 |
| --------- | ------------------------------- | --------- |
| KBS 2TV   | 2024년 11월 5일~ 2025년 2월 4알 | 종료      |

## 등장 인물
- 브리
- 망치
- 위니
- 잠보
- 고미
- 켄지

## 목소리 출연
- 엄상현 내레이션, 망치

- 조경이 내레이션, 보니, 위니

- 홍범기 켄치, 잠보

- 홍소영 고미

### OST
- 김원아 장철근 아티스트 바바프렌즈 오프닝
- 엔딩 음악

## 제작진
- 이태헌 책임

- 황정연 이동규 신동호 고윤수 총괄 프로듀서
- 강희원 고석진 고윤수 기획
- 고석진 감독
- 강희원 원작
- 현수연 김승주 프로덕션 매니저
- 고석진 시나리오 / 각본
- 김성원 스토리보드 아티스트
- 윤혜지 콘셉트아트
- 유은서 디자인&모션
- 이해영 프로덕션총괄 디텍터
- 송기수 3D 슈퍼바이저
- 안세라 모델링&맵핑
- 송기수 애니메이션 슈퍼바이저
- 라비 스튜디오 나무 애니메이션 애니메이션 제작 / 협력사
- 이해영 엔진 제작 슈퍼바이저
- 안세라 신동석 송명근 엔진 레벨 디자인
- 신동석 송명근 박태양 최종섭 엔진라이팅&렌더링
- 이영민 이우만 조권식 합성
- 이동규 김승주 편집
- 감해원 마케팅&홍보
- 임정은 경영기획
- 고석진 강희원 정안철 신승준 작사
- 신승준 김원아 작곡&편곡
- 박문수(사운드윅스) 주제가녹음&믹스
- 이준용(사운드윅스) 마스터링
- 한국콘텐츠진흥원 제작지원
- 정상빈(KBS미디어) 홈페이지제작
- 이수은 종합편집
- 황은서 자막디자인
- 차한결 조연출
- 황정연 연출
- KBS 기획
- 쓰리프레임 제작
- 2024 ~ 2025 쓰리프레임 All rights reserved. 저작권

## 방영 목록
| 회차       | 주제                 | 방송 일자        |
| ---------- | -------------------- | ---------------- |
| 1화        | 구름 폭포            | 2024년 11월 5일  |
| 1화        | 구름 썰매            | 2024년 11월 5일  |
| 2화        | 두더쥐 뿅뿅          | 2024년 11월 12일 |
| 2화        | 소원 달마지          | 2024년 11월 12일 |
| 3화        | 잠보가 꽈땅          | 2024년 11월 19일 |
| 3화        | 껑충껑충 누구일까요? | 2024년 11월 19일 |
| 4화        | 구슬치기             | 2024년 11월 26일 |
| 4화        | 바람이 딸랑딸랑      | 2024년 11월 26일 |
| 5화        | 꽃잎 가득            | 2024년 12월 3일  |
| 5화        | 나무가 쑥쑥          | 2024년 12월 3일  |
| 6화        | 간질간질 에치        | 2024년 12월 10일 |
| 6화        | 꼭꼭 숨어라          | 2024년 12월 10일 |
| 7화        | 무대가 반작반작      | 2024년 12월 17일 |
| 7화        | 망치의 하루          | 2024년 12월 17일 |
| 8화        | 잠보 날다            | 2024년 12월 24일 |
| 8화        | 개똥벌레 반짝반짝    | 2024년 12월 24일 |
| 9화        | 빵이 빵빵            | 2024년 12월 31일 |
| 9화        | 비누방울 둥실        | 2024년 12월 31일 |
| 10화       | 방귀를 뿡뿡          | 2025년 1월 7일   |
| 10화       | 사라진 쿠기          | 2025년 1월 7일   |
| 11화       | 잠들고 싶지 않아     | 2025년 1월 14일  |
| 11화       | 캔지는 깔금해        | 2025년 1월 14일  |
| 12화       | 칙칙폭폭             | 2025년 1월 21일  |
| 12화       | 캔지는 똑똑해        | 2025년 1월 21일  |
| 최종화(13) | 구름 팡팡            | 2025년 2월 4일   |
| 최종화(13) | 별 방방              | 2025년 2월 4일   |